# RoboCop (franquicia)
RoboCop es una franquicia estadounidense de género ciberpunk que presenta las aventuras futuristas de Alex Murphy, un oficial de policía de Detroit, Míchigan, que se queda gravemente herido en el cumplimiento del deber y se transforma en un poderoso cyborg, con el nombre de Robocop, a instancias de una poderosa corporación, Omni Consumer Products. Así, ahora siendo mitad hombre mitad máquina, Murphy lucha contra los crímenes violentos en una ciudad gravemente deteriorada y contra la corrupción que sacude la OCP.
La franquicia comenzó en 1987 con la película RoboCop. Le siguieron RoboCop 2 en 1990 y RoboCop 3 en 1993. También ha habido varias series de televisión, videojuegos y cómics. La franquicia ha ganado más de US$100 000 000 (cien millones de dólares) en todo el mundo y, en febrero de 2014, se lanzó una adaptación, una nueva versión que sirve como reboot titulada RoboCop y se espera que para 2020, se lance un reboot de la franquicia, rescatando la esencia del personaje, titulada RoboCop Returns.

## Películas

### RoboCop (1987)
RoboCop es una película de acción ciberpunk estadounidense de 1987 dirigida por Paul Verhoeven. Establecido en Detroit, un estado de Míchigan en un crimen cercano, RoboCop se centra en un oficial de policía que fue brutalmente asesinado y posteriormente recreado como un cyborg sobrehumano conocido como "RoboCop". La película cuenta con Peter Weller, Dan O'Herlihy, Kurtwood Smith, Nancy Allen, Miguel Ferrer y Ronny Cox.

### RoboCop 2 (1990)
RoboCop 2 es una película de acción cyberpunk de 1990 dirigida por Irvin Kershner y protagonizada por Peter Weller, Nancy Allen, Dan O'Herlihy, Belinda Bauer, Tom Noonan y Gabriel Damon. Es la secuela de la película de 1987, y enfrenta a RoboCop contra otro cyborg creado con la intención de reemplazarlo.
La película recibió críticas mixtas de críticos. Fue la última película dirigida por Irvin Kershner, el cual había dirigido anteriormente Star Wars: Episode V - The Empire Strikes Back.

### RoboCop 3 (1993)
RoboCop 3 es una película de acción cyberpunk, estrenada en 1993, ambientada en un futuro próximo en un área distal del área metropolitana de Detroit, Míchigan, y filmada en Atlanta, Georgia. La mayoría de los edificios que se ven en la película fueron demolidos para dar paso a las instalaciones para los Juegos Olímpicos de 1996. Nancy Allen repite como Anne Lewis, Robert DoQui como Sgt. Warren Reed, Felton Perry como Donald Johnson, Mario Machado como el presentador de noticias Casey Wong y Angie Bolling como Ellen Murphy; todos los actores citados fueron los únicos miembros del reparto que aparecen en las tres películas. Robert John Burke reemplaza a Peter Weller como RoboCop y el nuevo villano es el capitán de las brigadas de reacondicionamiento Paul McDagget, interpretado por el actor inglés, John Castle. La película recibió críticas muy negativas de los críticos. Esta es la primera película en la franquicia de RoboCop que se clasifica como PG-13 y también cabe destacar que tuvo bastantes limitaciones por culpa del bajo presupuesto.

### RoboCop (2014)
A principios de 2014 se lanzó una nueva versión de la película original y un reboot de la franquicia. La película está dirigida por el cineasta brasileño José Padilha y las estrellas Joel Kinnaman en el papel principal. Gary Oldman y Samuel L. Jackson co-protagonizan papeles de apoyo. Según Kinnaman, la película es una reimaginación de la historia original. En julio de 2012, se abrió un sitio web viral para la ficción OmniCorp para promocionar la película. Dos meses después, en septiembre, MGM y Columbia Pictures lanzaron el argumento oficial de la película:
En "RoboCop", el año es 2028 y el conglomerado multinacional OmniCorp se encuentra en el centro de la tecnología de robots. Sus drones están ganando guerras en todo el mundo y ahora quieren llevar esta tecnología al frente doméstico. Alex Murphy (Kinnaman) es un esposo cariñoso, padre y buen policía que hace todo lo posible por contener la marea del crimen y la corrupción en Detroit. Después de que él está gravemente herido en el cumplimiento de su deber, OmniCorp utiliza su extraordinaria ciencia de la robótica para salvar la vida de Alex. Regresa a las calles de su amada ciudad con increíbles habilidades nuevas, pero con problemas que un hombre normal nunca ha tenido que enfrentar antes.

### RoboCop Returns (TBD)
En enero de 2018 se anunció que el escritor original de RoboCop, Ed Neumeier, estaba escribiendo una secuela directa de la película clásica de 1987 que ignoraría ambas secuelas y la adaptación de 2014. "Se supone que no debemos decir demasiado. Ha habido un montón de otras películas de RoboCop y recientemente hubo una nueva versión y diría que esto sería como volver al viejo RoboCop que todos amamos y comenzar allí y seguir adelante. "Así que es una continuación de la primera película. En mi mente. Es un poco más de lo de la vieja escuela", dijo Neumeier. En julio de 2018, se confirmó que se estaba desarrollando una nueva película, titulada RoboCop Returns, con la dirección de Neill Blomkamp y Justin Rhodes reescribiendo un guion original de Neumeier y Michael Miner.
En 2019, Neumeier dijo que Blomkemp quería que RoboCop Returns estuviera lo más cerca posible de la primera película y dijo que Blomkemp siente que "debería ser el Verhoeven adecuado si Verhoeven hubiera dirigido una película justo después de RoboCop". El 29 de junio de 2019, Blomkamp confirmó que el traje original de RoboCop se usaría en esta película diciendo "1 millón% original" al responder la pregunta de un fan en Twitter. Blomkamp también dio una actualización sobre el guion que decía: "Se está escribiendo el guion. ¡Va bien! Imagínese ver a Verhoeven hacer un seguimiento up film”. El 15 de agosto de 2019, Blomkamp anunció en Twitter que ya no dirigirá la película, ya que se está enfocando en dirigir una película de terror. En noviembre, Abe Forsythe lo reemplazó como director.
En marzo de 2023, después de que Amazon adquiriera MGM, identificaron a RoboCop como una de las prioridades de la empresa. En abril, Amazon Studios anunció que desarrollaría una serie de televisión y una película de RoboCop, y que la primera posiblemente se produciría primero.

## Series de televisión

### RoboCop: La Serie
RoboCop aparece en RoboCop: La Serie interpretada por Richard Eden. La serie tiene lugar entre la película original y Robocop 2, la madre y el padre de Murphy fueron presentados. Su padre, Russell Murphy, fue un policía devoto durante muchos años hasta su jubilación. Es responsable de inculcarle a Murphy su sentido de deber y dedicación a la aplicación de la ley, incluso después de su transformación en un ciborg. A lo largo de la serie, Murphy se encuentra asociado con su padre en unos pocos casos que a menudo los vieron utilizando la experiencia del anciano Murphy para lidiar con los criminales que había perseguido antes de su retiro. Aunque su padre era severo, estaba claro que los padres de Murphy lo amaban y lo querían incluso después de su "desaparición". Sin embargo, al final del episodio Corporate raiders, Russell Murphy descubre que es su hijo bajo las mejoras de RoboCop. Ellen (conocida como Nancy en la serie por razones aparentes de derechos de autor) y Jimmy Murphy también fueron personajes recurrentes, ya que a menudo se encuentran cruzando caminos con Murphy al caer inadvertidamente o intencionalmente con el elemento criminal en el que Murphy interfirió y los protegió de cualquier daño. A pesar de las preocupaciones de su compañero de la serie, Madigan, de decirle a su familia quién es, Murphy respondió con firmeza: "No", ya que sentía que eso los lastimaría aún más. Comentó que "necesitan un marido ... y un padre. No puedo ser eso. Pero puedo protegerlos".

### RoboCop: Prime Directives
RoboCop aparece en RoboCop: Prime Directives jugadas por Page Fletcher. La serie tiene lugar diez años después de RoboCop, RoboCop se ha vuelto obsoleto, cansado y casi suicida. Delta City (antes Detroit) ahora se considera el lugar más seguro en la Tierra, y ya no se lo considera particularmente necesario. La primera mitad de la serie se centra en el exsocio de Alex Murphy, John T. Cable, quien fue asesinado por RoboCop debido a que su sistema fue pirateado y programado para terminar con Cable. Luego, el cable se resucita como un cyborg en la mayoría de los aspectos idénticos al modelo RoboCop, excepto por el color y la adición de un segundo arma lateral. "RoboCable" se envía para destruir a RoboCop, pero después de varias batallas, Cable está convencido de unirse a Murphy. Mientras tanto, OCP (al borde de la bancarrota) es tomado por un ejecutivo intrigante, Damian Lowe, que logra asesinar a toda la junta directiva. Para recuperar a OCP, planea usar una inteligencia artificial llamada SAINT para automatizar toda la ciudad. La segunda mitad de la serie presenta al Dr. David Kaydick, quien planea introducir un virus "biotecnológico" (Legion) para eliminar no solo a Delta City sino a toda la vida en el planeta, infectando computadoras y personas por igual. Toma el control de RoboCable colocando un chip en él que le causa dolor o la muerte, a discreción de Kaydick. RoboCop recibe ayuda de un grupo de ladrones de tecnología liderados por Ann R. Key (Leslie Hope), quienes están decididos a detener a Kaydick, y al propio hijo de RoboCop, James, que ahora está completamente informado y consciente del destino de su padre. RoboCop y su banda de rag-tag compiten para evitar que Kaydick se infiltre en la torre OCP y active SAINT, que presumiblemente mataría a casi todos los humanos. Durante la confrontación, RoboCop y James se reconcilian entre sí, y logran reavivar la personalidad anterior de RoboCable. Ana. R. Key y Kaydick mueren durante una confrontación entre ellos. La utilización del dispositivo EMP de James y el cierre de RoboCop, RoboCable y LEGION han finalizado. RoboCop se reinicia sin su programación previa de restricción de OCP (además de restaurar su identidad como "Alex Murphy" en lugar de un número de producto de OCP) o sus directivas principales. Después de ver un mensaje de despedida dejado por Cable, Murphy regresa al servicio activo para detener el delito resultante en Delta City debido a que el pulso EMP está desbordando la ciudad.

### Serie (2024)
En 2024 se anunció que una nueva serie está en desarrollo, en la plataforma Amazon Prime. Peter Ocko será el show runner y aún no se anuncia cual será el título oficial.

## Series animadas

### RoboCop: La serie animada
Basada en la película original, la primera serie animada de RoboCop presenta al policía de cyborg Alex Murphy (Robocop), quien lucha para salvar la ciudad de Old Detroit de diversos elementos deshonestos y, en ocasiones, lucha para recuperar aspectos de su humanidad y mantener su utilidad en Los ojos del "Anciano", presidente de la OCP. Muchos episodios ven cómo la reputación de RoboCop se pone a prueba o se agrupa por las intervenciones del Dr. McNamara, el creador del ED-260, la versión actualizable del Enforcement Droid Series 209 y el principal competidor por el respaldo financiero de OCP. Continuamente desarrolla otras amenazas mecánicas que amenazan a RoboCop. En la fuerza policial, RoboCop es amigo como siempre de la Oficial Anne Lewis, pero también es atacado y asaltado por el prejuicioso Teniente Roger Hedgecock (quien apareció como un personaje secundario en la película original y su primer nombre fue revelado en La noche del arquero) , siempre decidido a deshacerse de él y de su especie, a quien ve como bombas de tiempo. Su rivalidad llega a un punto álgido durante el episodio "El hombre del traje de hierro", en el que Hedgecock está cerca de vencer a Murphy con la ayuda de un nuevo sistema de armas desarrollado por McNamara. Casi mata a Lewis cuando ella interfiere, enfureciendo a Murphy para que rompa el traje de hierro de Hedgecock y casi le aplasta el cráneo antes de que Lewis emerja, vivo y bien. Robocop es mantenido por el director del Proyecto Robocop, Dr. Tyler. Fue expresado por Dan Hennessey.

### RoboCop: Alpha Commando
RoboCop aparece en RoboCop: Alpha Commando expresado por David Sobolov. La serie está ambientada en el año 2030 y sigue de la serie animada anterior. La serie trata sobre la reactivación de RoboCop después de cinco años fuera de línea para ayudar a un grupo federal de alta tecnología, "División Alfa", en su vigilancia y lucha contra DARC (Dirección de Anarquía, Venganza y Caos), una organización terrorista altamente avanzada y otras fuerzas de mal siempre que sea, global o nacionalmente. La serie compartía a muchos de los mismos escritores que habían contribuido a la serie animada de la década de 1980, pero tenían mucho menos en común con las películas o el canon de televisión en el que se basaba, incluida la primera serie animada. RoboCop ahora tiene numerosos artilugios en su cuerpo que nunca estuvieron en la película, como patines y un paracaídas. El espectáculo también sufre de grandes errores de continuidad. En los primeros episodios vemos al hijo de RoboCop en su recuerdo de recuerdos y parece tener alrededor de 10. Más tarde vemos a su hijo en la serie, que tiene exactamente la misma edad e incluso lleva la misma ropa, como sus recuerdos. La ausencia de Anne Lewis nunca fue explicada. Además del propio RoboCop, Sgt. Reed es el único personaje de las películas de la serie. A diferencia de las películas y las encarnaciones de TV anteriores, RoboCop nunca se quita el casco en Alpha Commando.

## Videojuegos
- RoboCop
- RoboCop 2
- RoboCop 3
- RoboCop 3D
- RoboCop vs The Terminator
- Robocop (Videojuego de 2003)

## Cómics
Varias editoras han lanzado los cómics  RoboCop :
- RoboCop (Marvel Comics, 1990–1992) – 23 números; más adaptaciones de las dos primeras películas.
- RoboCop vs Terminator (Dark Horse Comics, 1992) que también fue un video game Y casi una película.
- RoboCop (Dark Horse Comics, 1992–1994), 13 números; consistió en tres miniseries (cuatro números cada una), más la adaptación de RoboCop 3.
- RoboCop (Avatar Press, 2003–2006) – 11 números; Consistía en una serie de nueve números y dos cómics de un disparo.
- RoboCop (Dynamite Entertainment, 2009–2013) – 14 números; consistía en una serie de seis números y dos series de cuatro números.
- RoboCop (Boom! Studios, 2013–) – 34 números a partir de febrero de 2016, incluida una reimpresión de la serie de nueve números de Avatar.